# Маддохі (комплекс)

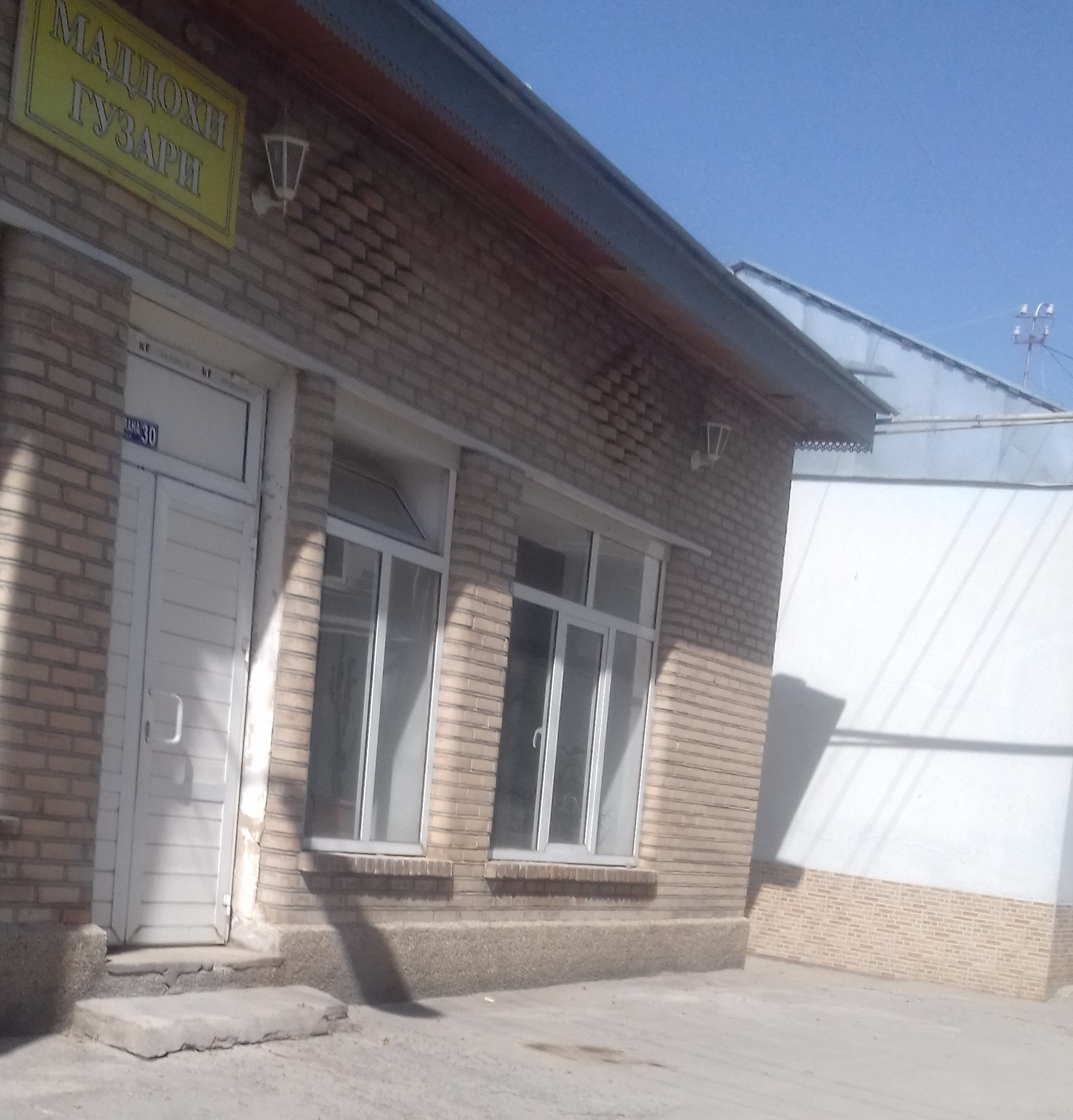
Будинок махаллі навпроти комплексу

Маддохі — невеликий мусульманський комплекс, а також махалінська (квартальна) мечеть у старій частині міста («старе місто») Самарканда, на території гузару  махаллі) «Маддохі», на вулиці Чорраха, в 120 метрах на захід і навпроти мечеті Бібі -Ханім (з задньої сторони мечеті), в 140 метрах на південний захід від Сіабського базару, і в 550 метрах на північний схід від площі та ансамблю Регістан. За 200 метрів на південь від комплексу, на вулиці Бібі-Ханим, знаходиться інший, схожий за розмірами невеликий мусульманський комплекс і мечеть Дахбеді, а за 250 метрів на захід знаходиться мечеть Ходжа Зудмурод. Комплекс є сусідом з приватних будинків всередині махалі.
Побудований в кінці XIX століття. Основна будівля є прямокутною, з переднього боку якої виступає невеликий критий айван з різьбленими дерев'яними колонами, стеля якого прикрашена традиційними візерунками. Поруч із головною будівлею знаходяться невеликі допоміжні будівлі, а у дворику комплексу є невеликий хауз, а також дерева. Маддохі - це урочистий або жалобний піснеспів у мусульман - шиїтів, а людей співають моддохи зазвичай називають маддох. Див. також відповідну статтю.
Разом з рештою архітектурних, археологічних, релігійних і культурних пам'яток Самарканда входить до списку Всесвітньої спадщини ЮНЕСКО під назвою «Самарканд — перехрестя культур».